# Braishfield
Braishfield is een civil parish in het bestuurlijke gebied Test Valley, in het Engelse graafschap Hampshire met 684 inwoners.